# بونی لیک (واشینگتن)
بونی لیک (به انگلیسی: Bonney Lake) شهری در شهرستان پیرسی ایالت واشنگتن است که در سرشماری سال ۲۰۱۰ میلادی، ۱۷۳۷۴ نفر جمعیت داشته است.